# Almtal
Das Almtal ist ein Tal im Traunviertel in den oberösterreichischen Alpen, das von der Alm durchflossen wird. Als das Untere Almtal ist der Talraum eine der 41 oberösterreichischen Raumeinheiten, als Tourismusregion Almtal ist es ein Teil des Salzkammerguts.

## Lage und Landschaft
Das Tal liegt etwa 30 Kilometer südlich von Wels im Traunviertel. Es zieht sich zwischen Trauntal (um den Traunsee) im Westen und Kremstal im Osten auf etwa 25 km in die Oberösterreichischen Voralpen (nach Alpenvereinseinteilung) beziehungsweise Salzkammergut-Voralpen (nach amtlicher Raumgliederung NALA). Die Vorberge sind die Almtaler und Kirchdorfer Flyschberge.
Die Berge im Westen werden auch (Östliche) Trauntaler Alpen, die im Osten Steyrtaler Voralpen genannt (nach Trimmel).
Die Talung liegt in den Bezirken Kirchdorf, Gmunden und Wels-Land.
Das unterste Almtal um Vorchdorf und Bad Wimsbach-Neydharting erstreckt sich schon in das Traun-Enns-Riedelland des Alpenvorlands und ist dort eine landschaftstypische Einsenkung mit nur einigen Dutzend Meter im Relief. Der Kernbereich um Pettenbach am Taleingang, Scharnstein und taleinwärts Grünau im Almtal, der in der Landschaftgliederung noch zum Unteren Almtal gerechnet wird, ist ein weites, freundliches Trogtal, von den Kuppen und Kegeln der Voralpenberge umstanden. Im Süden zieht sich das Tal bis in das Tote Gebirge, das schon zu den oberösterreichischen Kalkhochalpen gehört. Im Hintertal liegt der Almsee, der östlichste der Salzkammergutseen. Am Talschluss erhebt sich der Woising, im Osten der Schermberg und der Große Priel.
Das Tal ist kein Durchzugstal und hat dadurch seinen ursprünglich Charakter erhalten.

Almtal
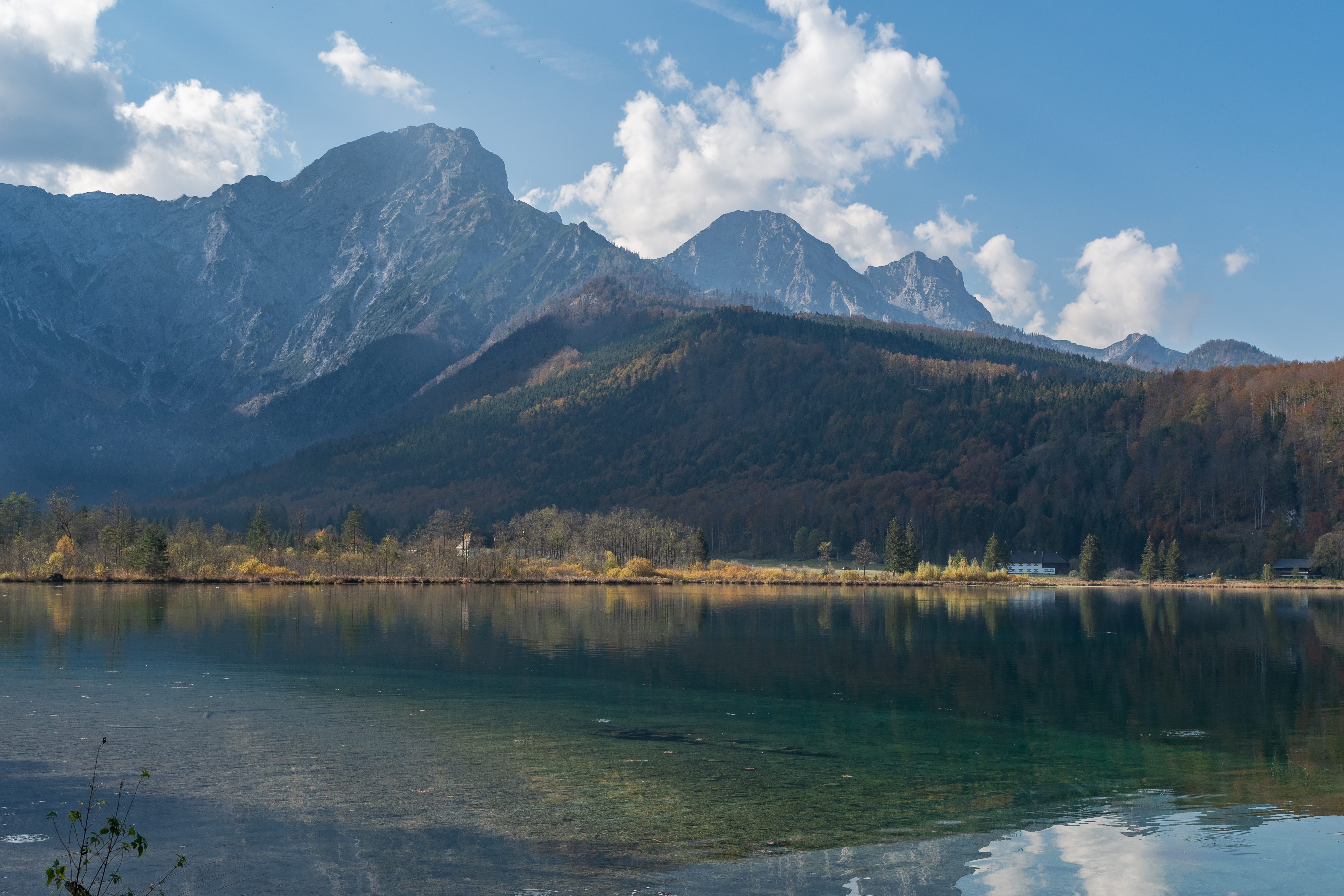
Almsee mit Großem Woising
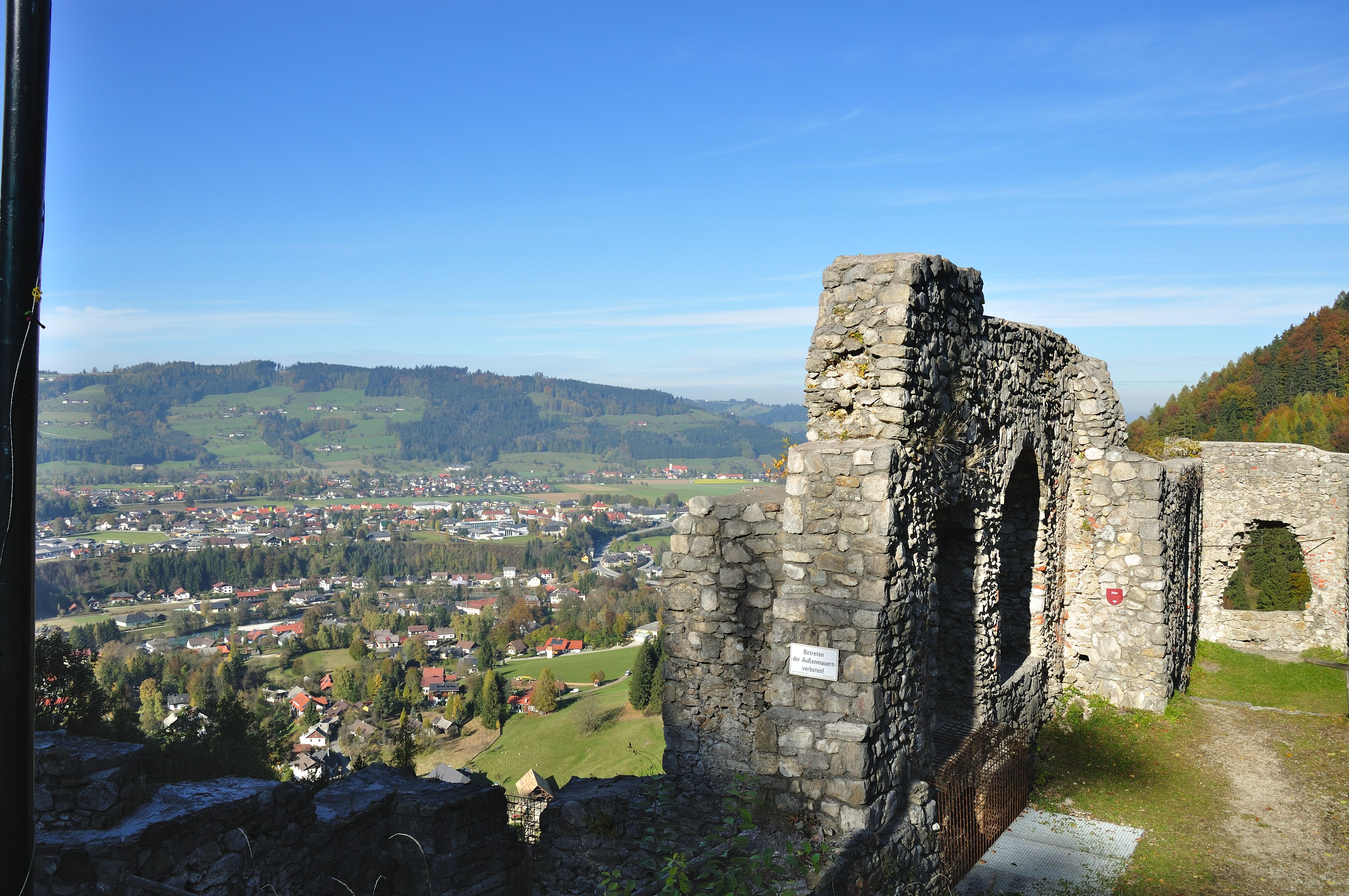
Von der Ruine Scharnstein über Scharnstein
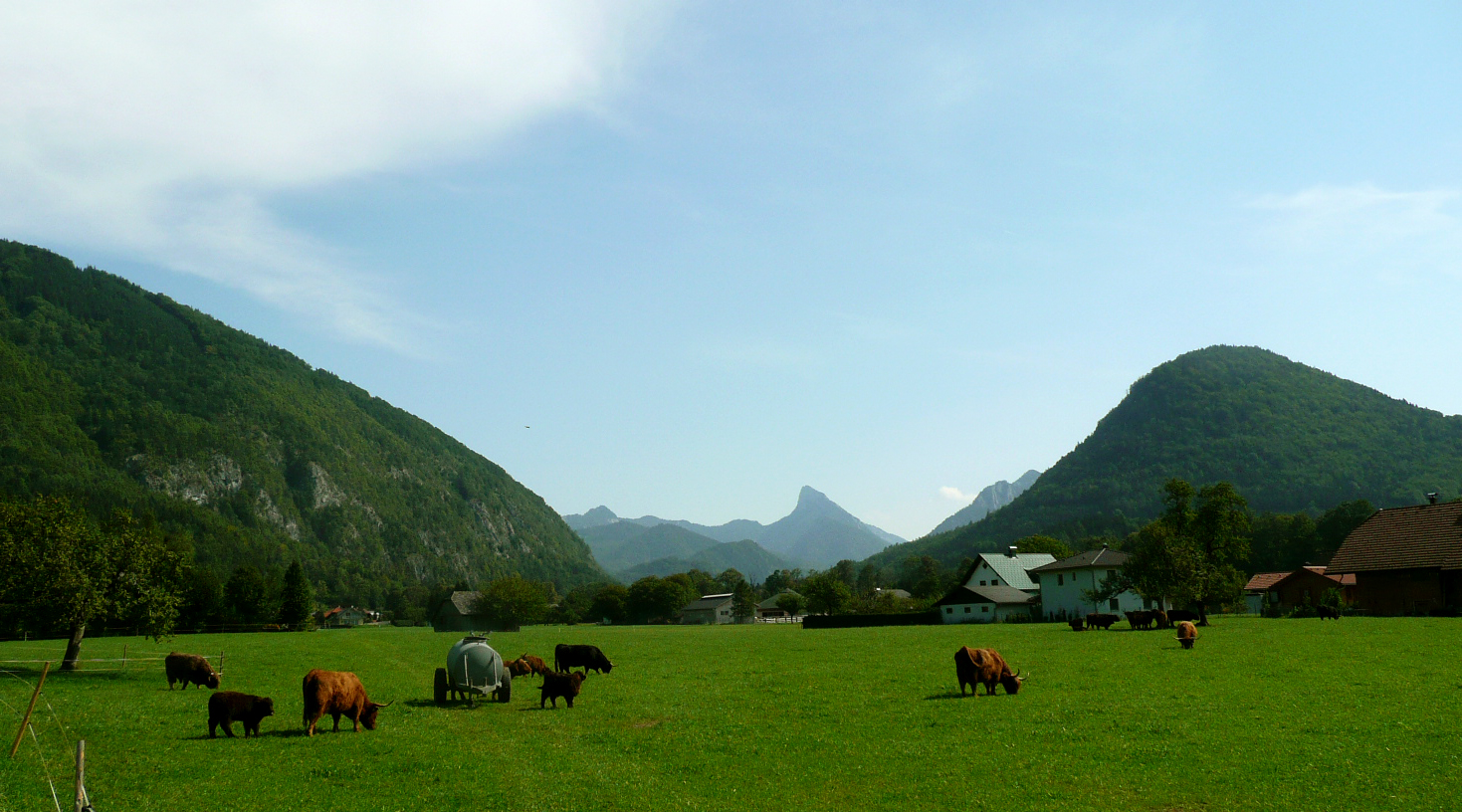
Bei Grünau taleinwärts, Blick zur Falkenmauer
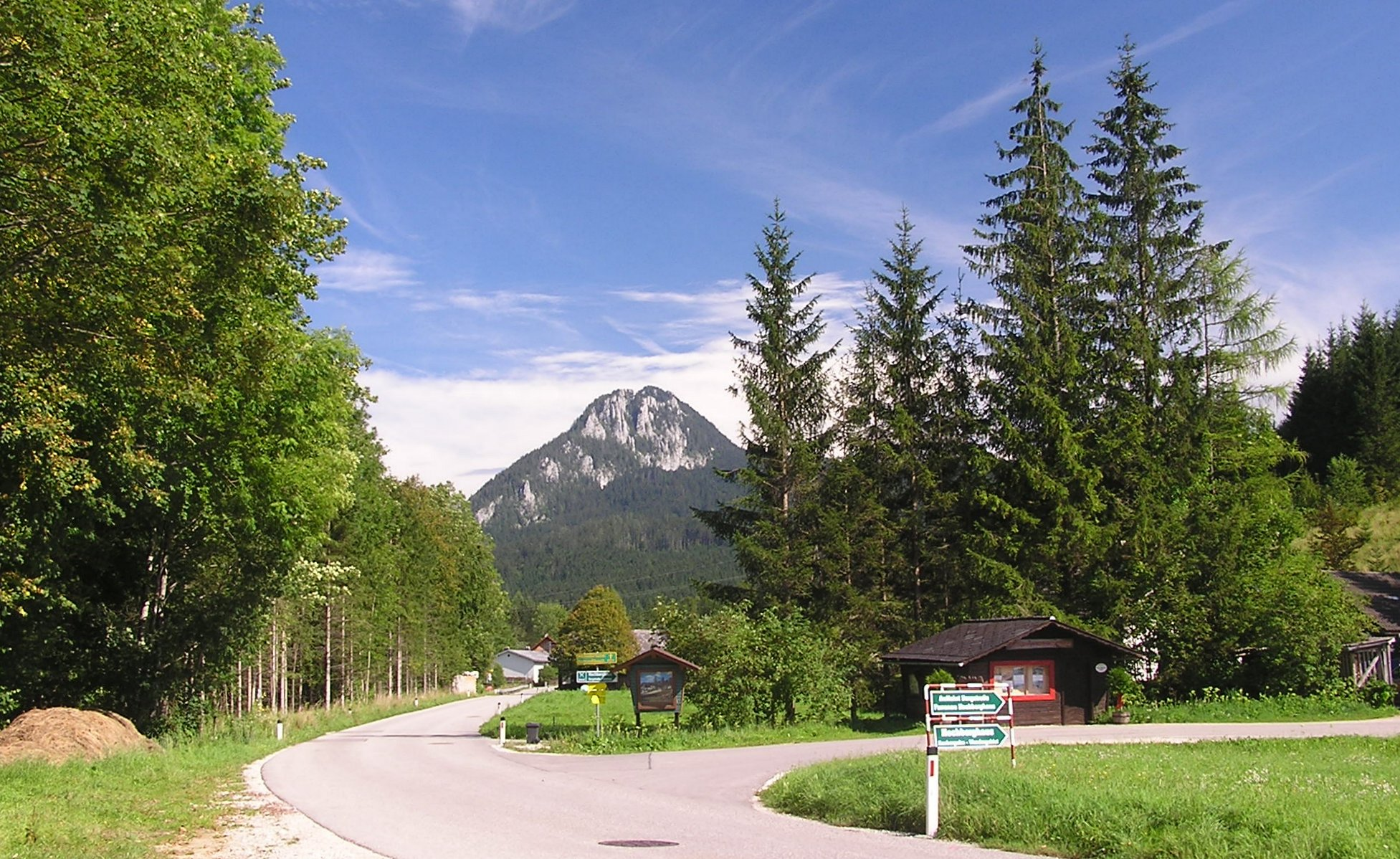
Im Hintertal am Grünaubach, Blick auf den Geißstein
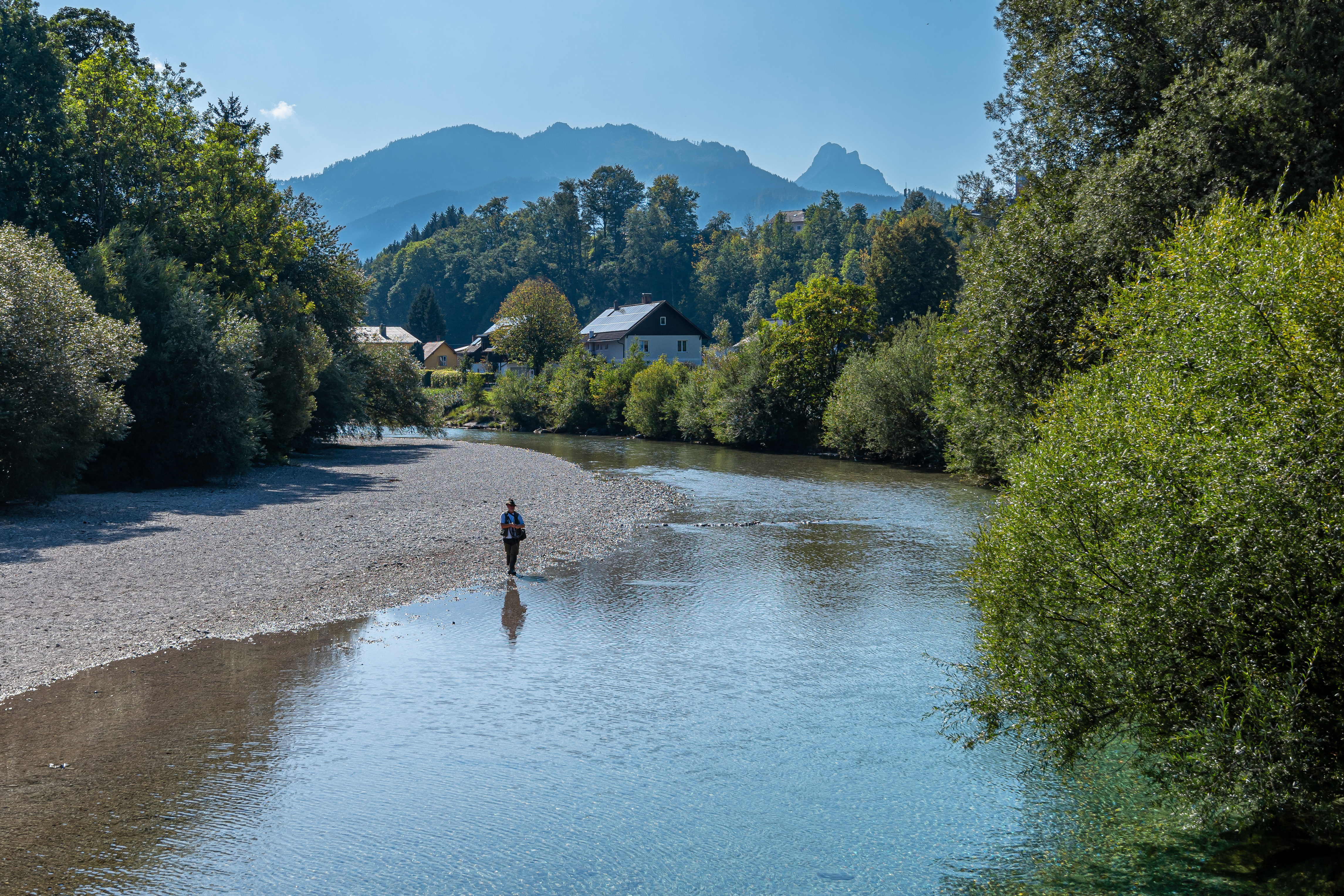
Die Alm in Scharnstein
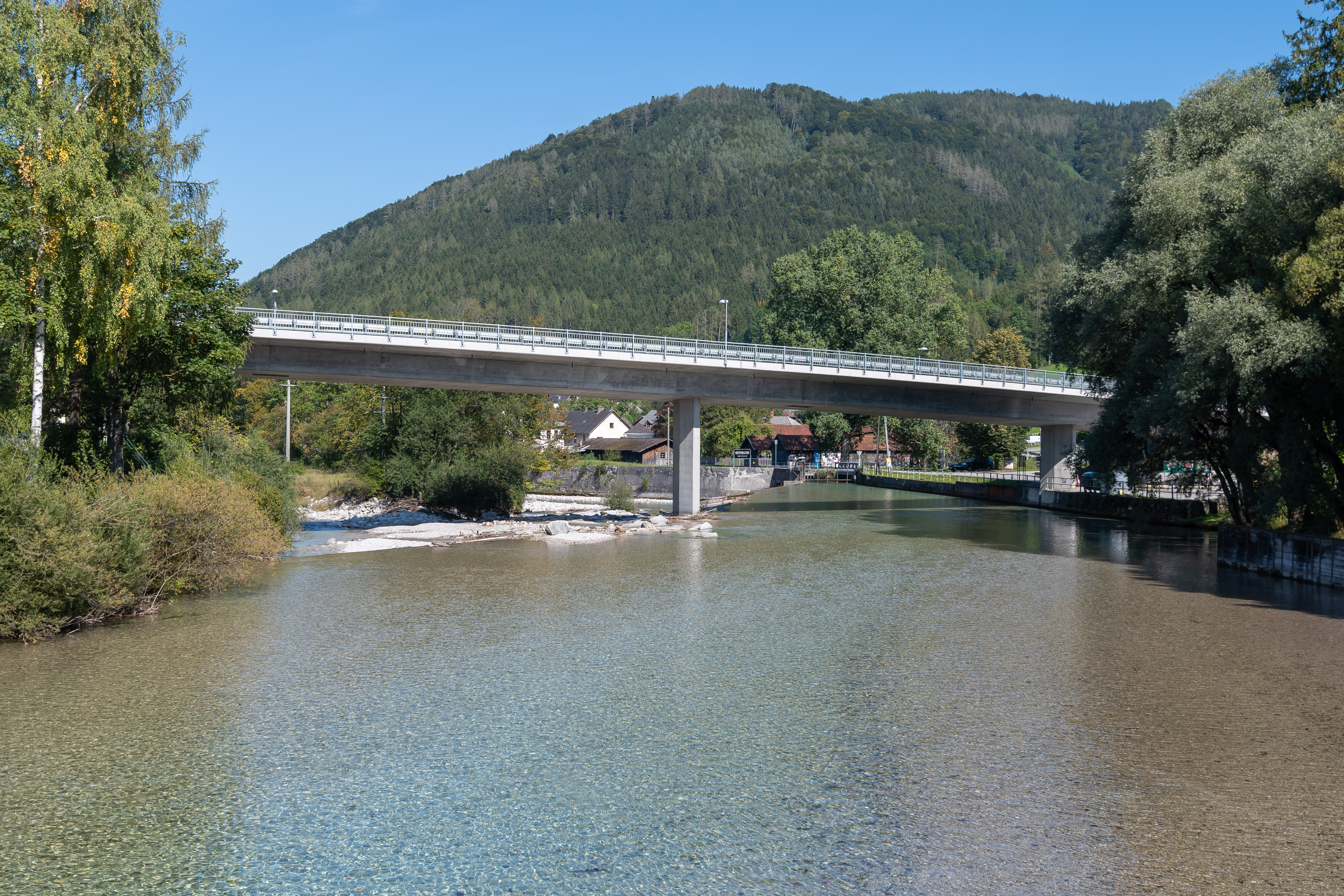
Brücke der B120 in Scharnstein

### Raumeinheit Unteres Almtal

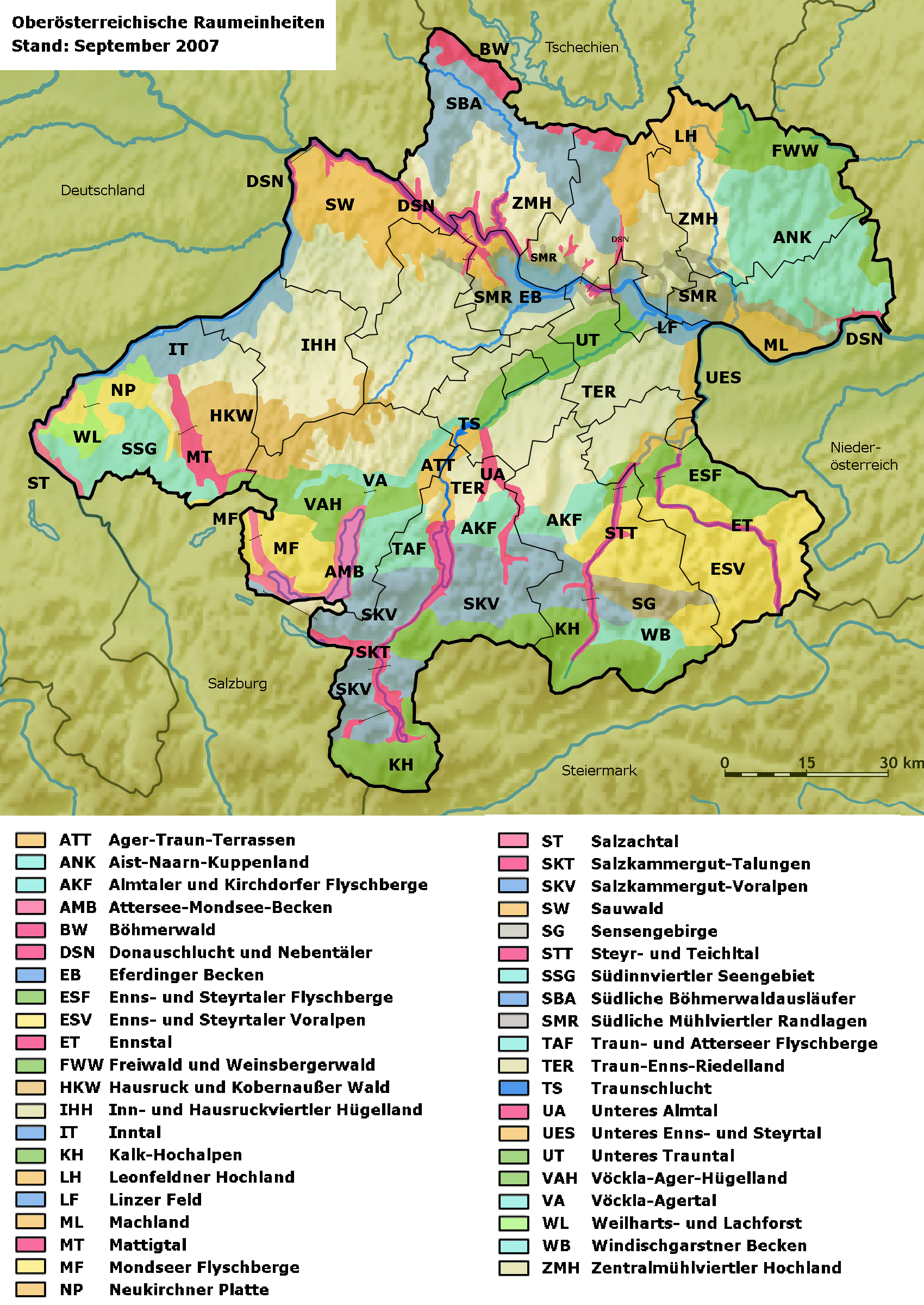
Alle OÖ Raumeinheiten

Der Siedlungsraum der Talung wird in der Landschaftsgliederung NALA als Unteres Almtal (RA35) bezeichnet. Er erstreckt sich über rund 35 km von Nord nach Süd vom Eintritt in das Untere Trauntal am Ende der Traunschlucht bis etwa 5 Kilometer südlich der Grünauer Weitung. Die Breite beträgt maximal 2 km, meist ist die Raumeinheit wesentlich schmäler (bis zu 200 m). Außerdem umfasst die Zone noch das unterste Laudachtal bei Vorchdorf und den Talungstrichter des Grünaubachs bei Grünau.
Die Fläche der Raumeinheit beträgt 46,6 km². Der tiefste Bereich liegt bei rund 375 m ü. A. am nördlichen Ende der Raumeinheit. Der höchste Bereich des Gebiets liegt in der Nähe des Cumberland Wildparks in Grünau mit rund 550 m ü. A.
Alle 5 Almtal-Gemeinden haben wesentlichen Anteil an der Raumeinheit.
Das Untere Almtal durchschneidet die Raumeinheiten Salzkammergut-Voralpen, Almtaler und Kirchdorfer Flyschberge und Traun-Enns-Riedelland und bildet so eine Verbindung zwischen Alpen und Alpenvorland. Weiters grenzt das Almtal an folgende Raumeinheiten: Ager-Traun-Terrassen und Unteres Trauntal.
Naturräumliche Charakteristik:
- Mitunter breite und markante Talniederung der Alm zwischen Grünau und dem Trauntal.
- Der Auwaldgürtel ist nicht durchgehend. Es überwiegt die Esche, seltener sind Kiefern, Grauerle und Fichten zu finden.
- Einzelne Waldflächen außerhalb des Auwaldgürtels (z. B. Theuerwanger Forst bei Vorchdorf) werden meist als Fichtenforste genutzt. Die Grenze zum umgebenden Riedelland ist meist naturnah bewaldet. Ebenso sind die bis zu 60 Meter hohen Böschungen bewaldet und prägen diese Landschaft. Es finden sich hier Buchen- sowie Eschen-Ahorn-Wälder. Riesen-Schachtelhalm-Gebiete sind vereinzelt verbreitet.
- Hervorragende Wasserqualität mit Äschen-Bestand. Intensive Nutzung des Gewässers durch Kleinkraftwerke. Es existieren kaum Stillgewässer.
- Die Niederterrasse ist waldarm und wird landwirtschaftlich genutzt (Ackerbau). Flussaufwärts zunehmend Grünlandnutzung. Kulturlandschaft ist selten, da das Gebiet durch Besiedelung geprägt ist.
- Schottergruben sind eher kleinräumig und vereinzelt an Konglomerat-Steilwänden zu finden. Auch ausgedehnte Tuffquellen sind zu finden.
- Unbewaldete Böschungen besitzen noch einen artenreichen Halbtrockenrasen. Vereinzelt bestehen Heißländen mit Orchideenreichtum und Pfeifengrasrasen.
- Der Unterlauf ist bäuerlich geprägt und dünn besiedelt. Flussaufwärts, ab Vorchdorf, ist das Gebiet zunehmend dicht be- und zersiedelt.
- Die Verkehrswege sind landschaftsprägend.
- Niederschläge nehmen nach Norden stark ab. Der Süden liegt im Nordstau.

## Wirtschaft, Verkehr und Tourismus
Durch das Almtal führt die L549 Almseestraße Mühldorf bei Scharnstein – Grünau. Ferner endet in Grünau die in Wels an die Westbahnstrecke angebundene Almtalbahn.

### Tourismusregion Almtal
Das eigentliche Almtal bilden die Gemeinden Grünau und Scharnstein; zum Tourismusverband Almtal gehören auch die Gemeinden Pettenbach, Vorchdorf und Bad Wimsbach-Neydharting am Unterlauf der Alm sowie St. Konrad im westlichen Verbindungstal Richtung Gmunden, am Oberlauf der Laudach.
Dass das Almtal zum Salzkammergut gehört, ist eine jüngere Entwicklung des Begriffes als Tourismusmarke, es bildet hier das östliche Ende. Als Ferienregion Almtal, das ist der Tourismusverband von Grünau, wurde das Almtal schon seit den 1950er Jahren zur Region gerechnet und war auch Gründungsmitglied des Destinationsverbunds Salzkammergut Tourismus.
Seit dem 1. Jänner 2013 besteht der mehrgemeindige Tourismusverein (MTV) beziehungsweise Tourismusverband Almtal (Erste Vollversammlung 21. Jänner 2013 in Vorchdorf)
Das Konzept des MTV Almtal wurde vom Verein zur touristischen, wirtschaftlichen und ländlichen Entwicklung des Almtales – Verein Almtal „Vera“ (VERA) mit Beteiligung von Oberösterreich Tourismus sowie der Regionalmanagement OÖ ausgearbeitet.
Der MTV Almtal setzt sich aus den Organisationen Salzkammergut Tourismus-Marketing GmbH und dem Verein Almtal (Vera) sowie den Tourismusverbänden der Gemeinden zusammen. An Tourismusbetrieben nehmen unter anderem die Kasberg Bergbahnen und der Cumberland Wildpark teil.
Die Region weist etwa 40.000 Ankünfte und knapp über 150.000 Nächtigungen pro Jahr auf. Die Aufenthaltsdauer beträgt durchschnittlich 3,9 Tage; das Almtal ist also ein typisches Ziel von Wochengästen. Mit 2⁄3 der Gäste aus Österreich ist das Almtal im Unterschied zu den Zentren des Salzkammerguts ein inlandstouristisches Zielgebiet.
Das Profil liegt auf sanftem Naturtourismus besonders als Wander- und Radwanderregion ohne intensiver Infrastruktur, sondern persönlicher Gastlichkeit (Projekt Genuss am Fluss).
Hauptwirtschaftszeit ist die Sommersaison. Der Kasberg ist ein kleines Schigebiet, der Gutteil des Raumes gilt als Geheimtipp für Schitourengeher und Winterwanderer.

### Sehenswürdigkeiten

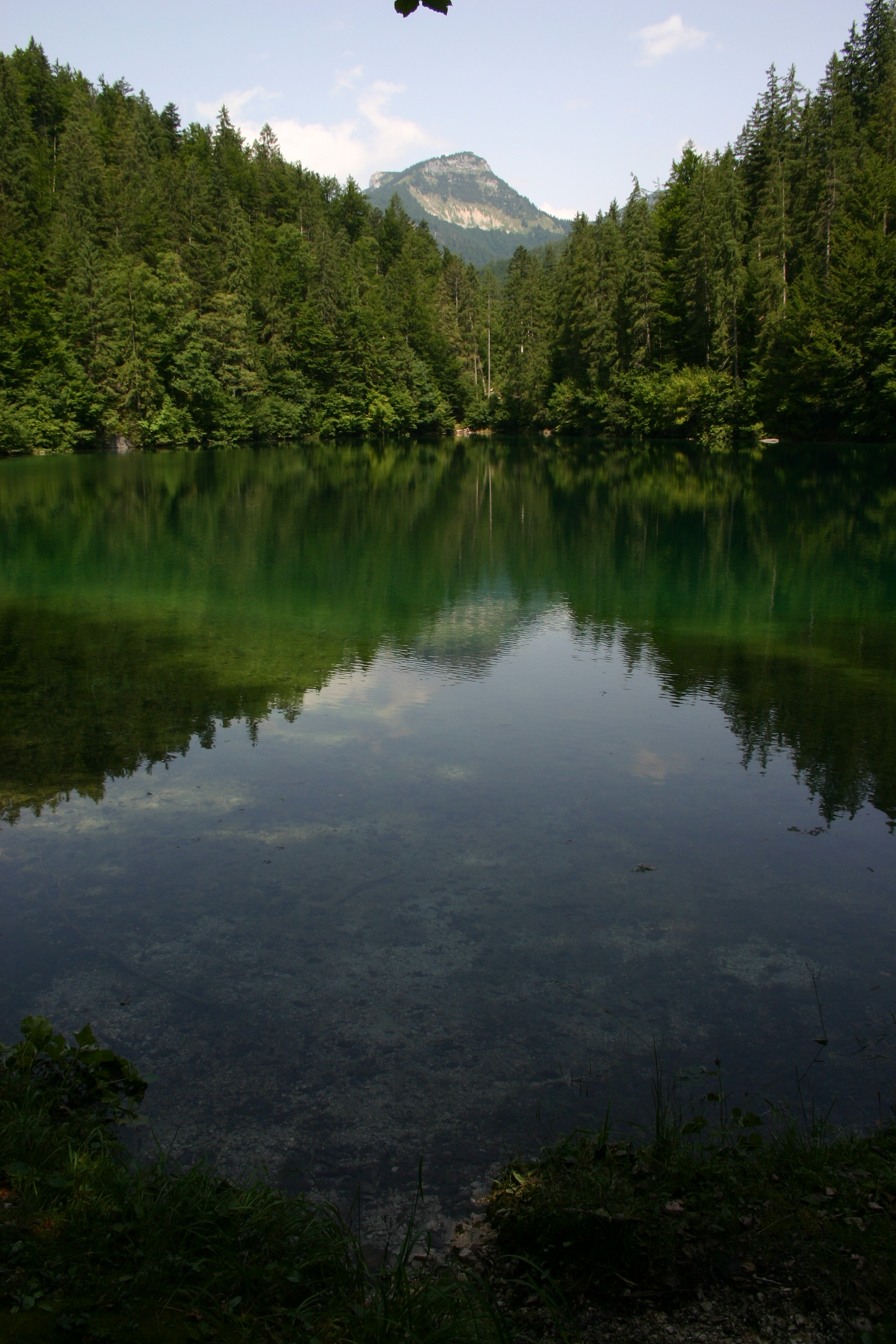
Kleiner Ödsee, Blick auf den Kasberg

Der Almsee ist ein Naturschutzgebiet. Im Nebental des Straneggbachs liegen die Ödseen.
Sehenswürdigkeiten sind neben den Naturschönheiten auch das Österreichische Kriminalmuseum im Schloss Scharnstein und das Sensenmuseum Geyerhammer bei Scharnstein sowie in Grünau der Wildpark der Herzog-von-Cumberland-Stiftung.
In Grünau ist die Konrad Lorenz Forschungsstelle der Universität Wien ansässig.

Sehenswertes
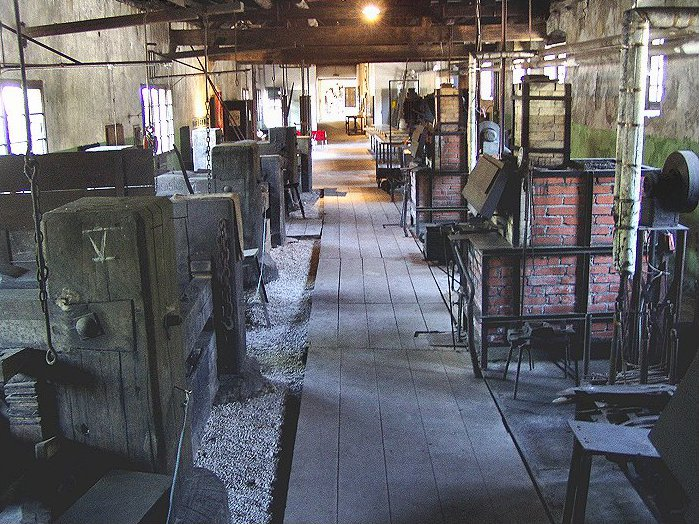
Sensenmuseum Geyerhammer
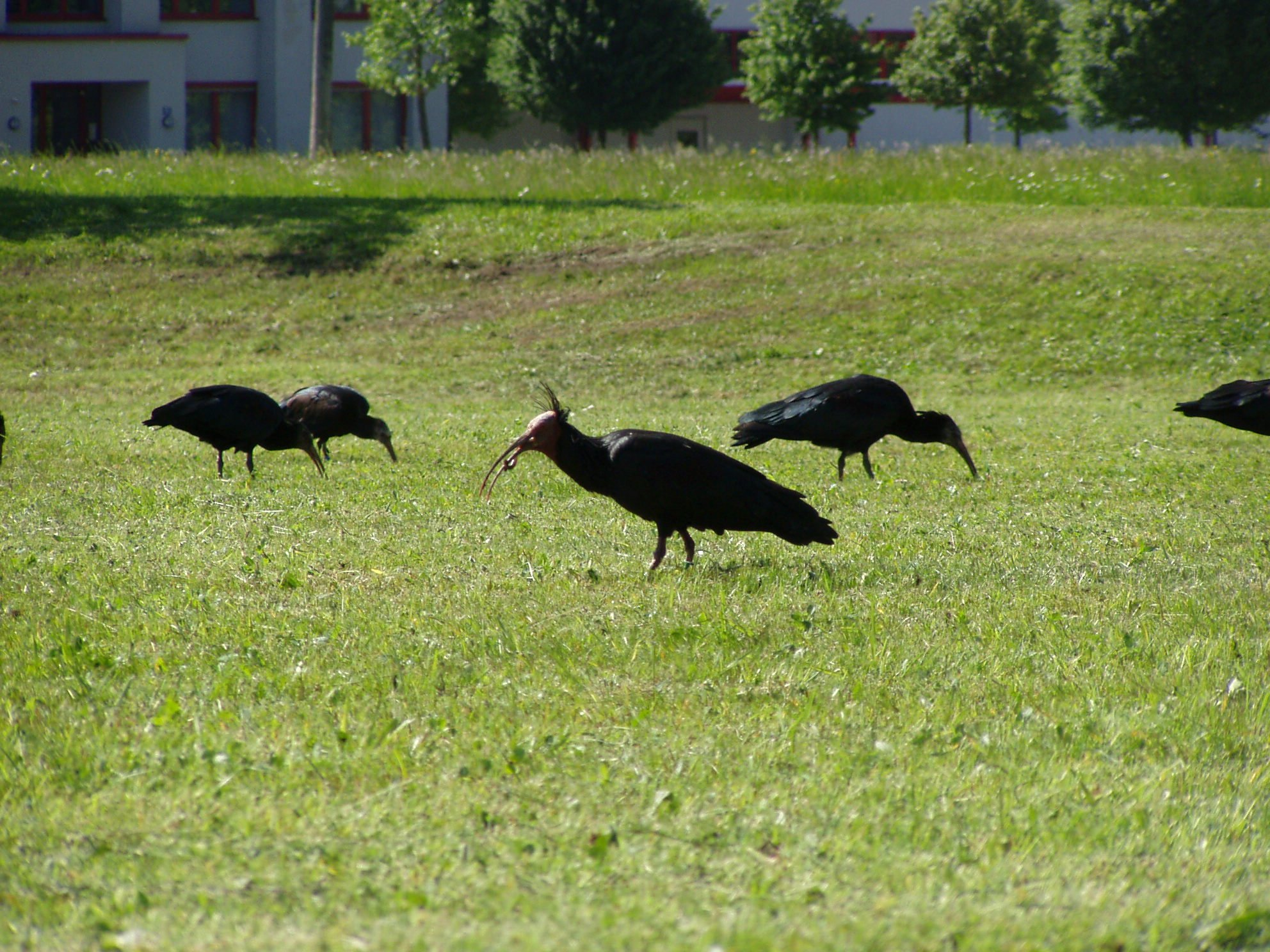
Wiederansiedlungsprojekt der ausgestorbenen Waldrappe
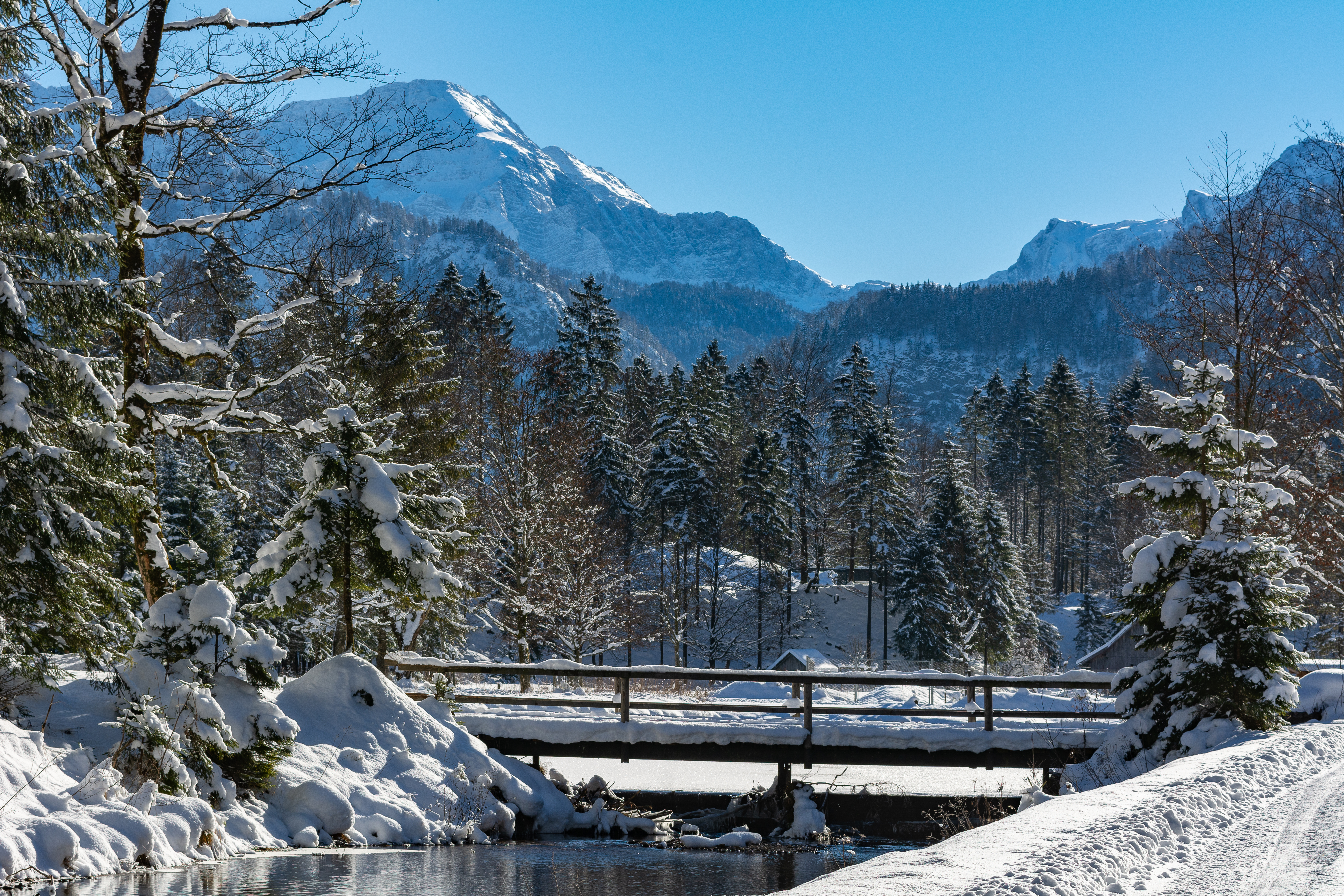
Cumberland Wildlife Park
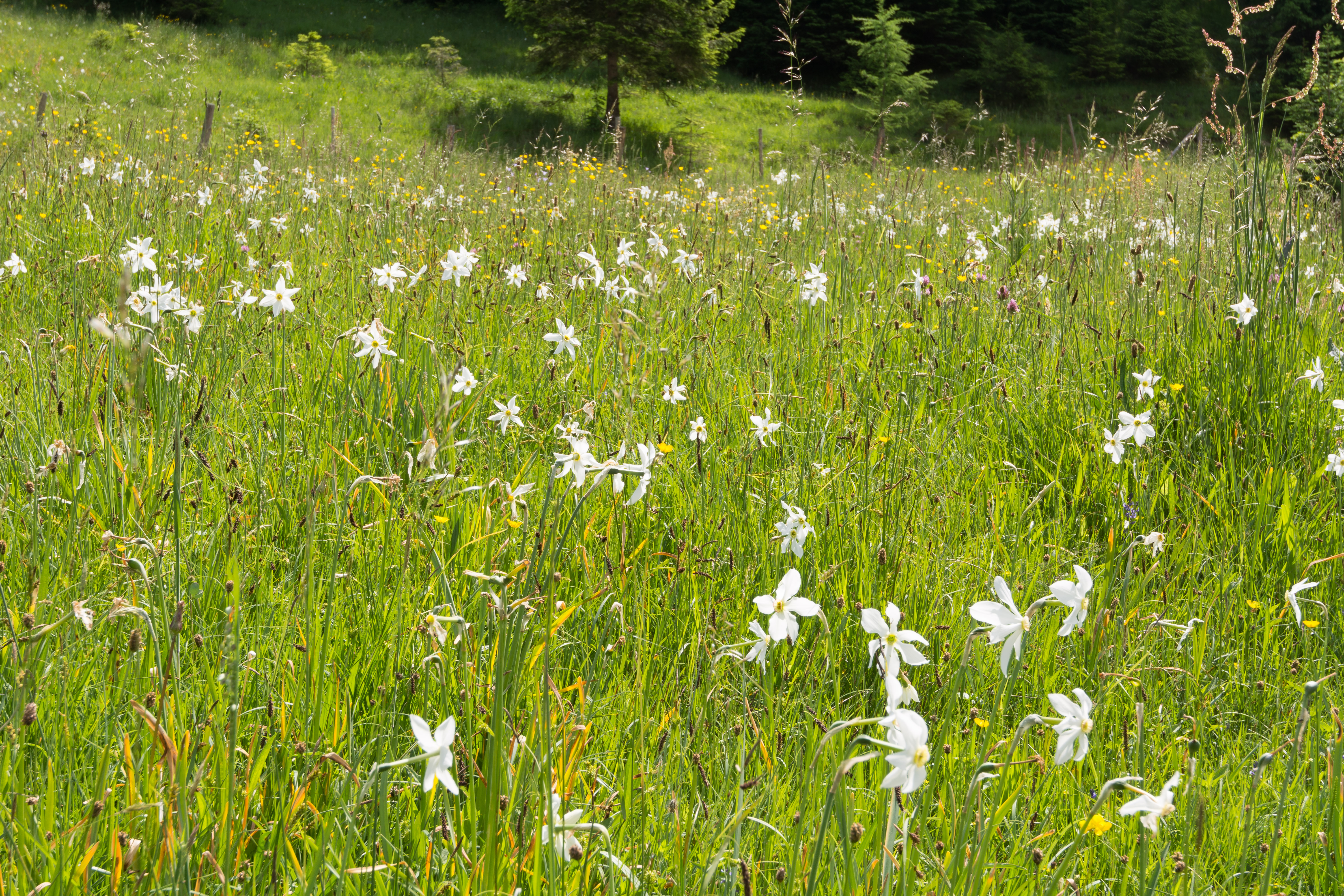
Narzissenwiese Bäckerschlagalm
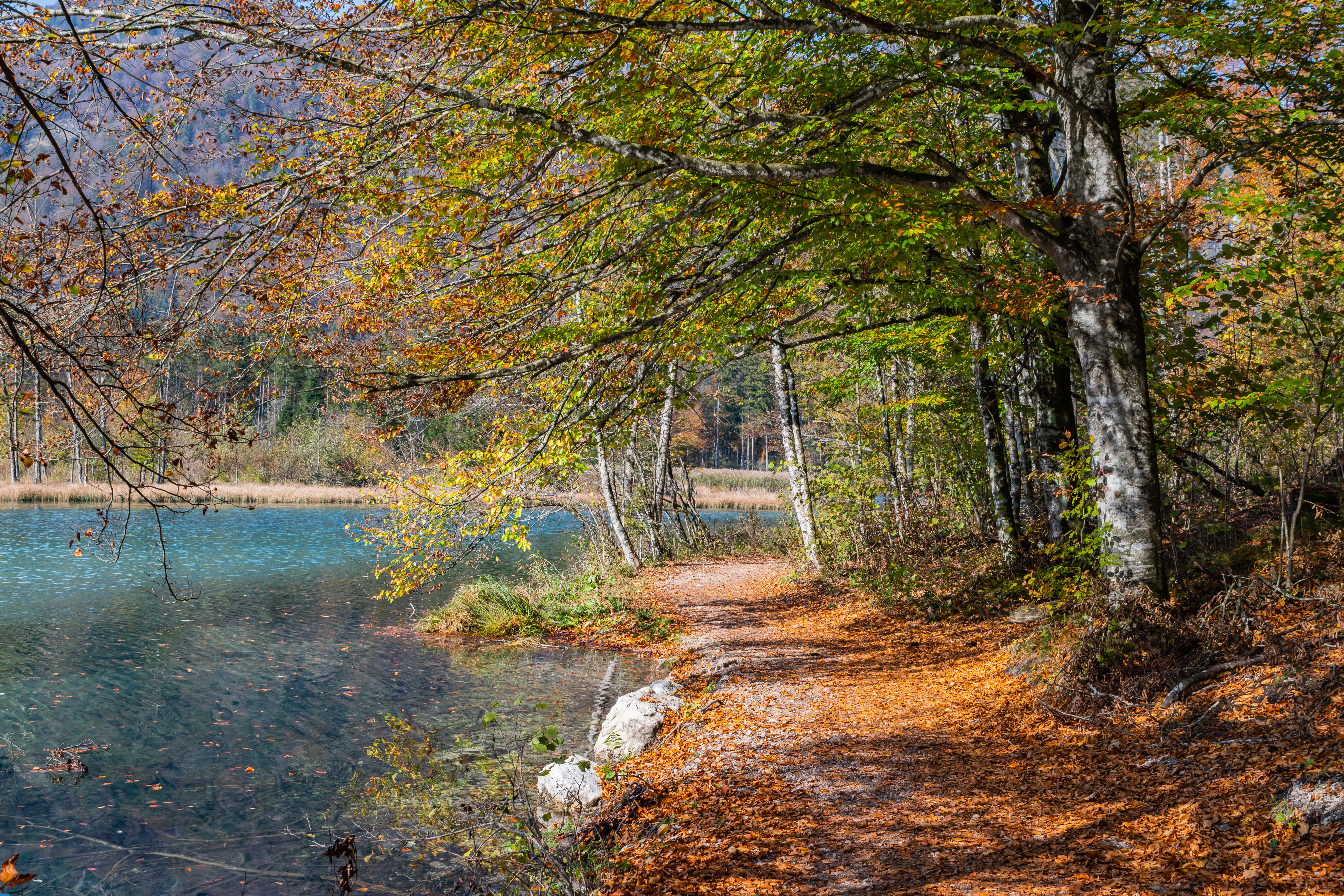
Almsee im Herbst